# Coccorchestes sirunki
Coccorchestes sirunki är en spindelart som beskrevs av Balogh 1980. Coccorchestes sirunki ingår i släktet Coccorchestes och familjen hoppspindlar. Inga underarter finns listade i Catalogue of Life.